# Olejarnia (Dolina Małej Łąki)

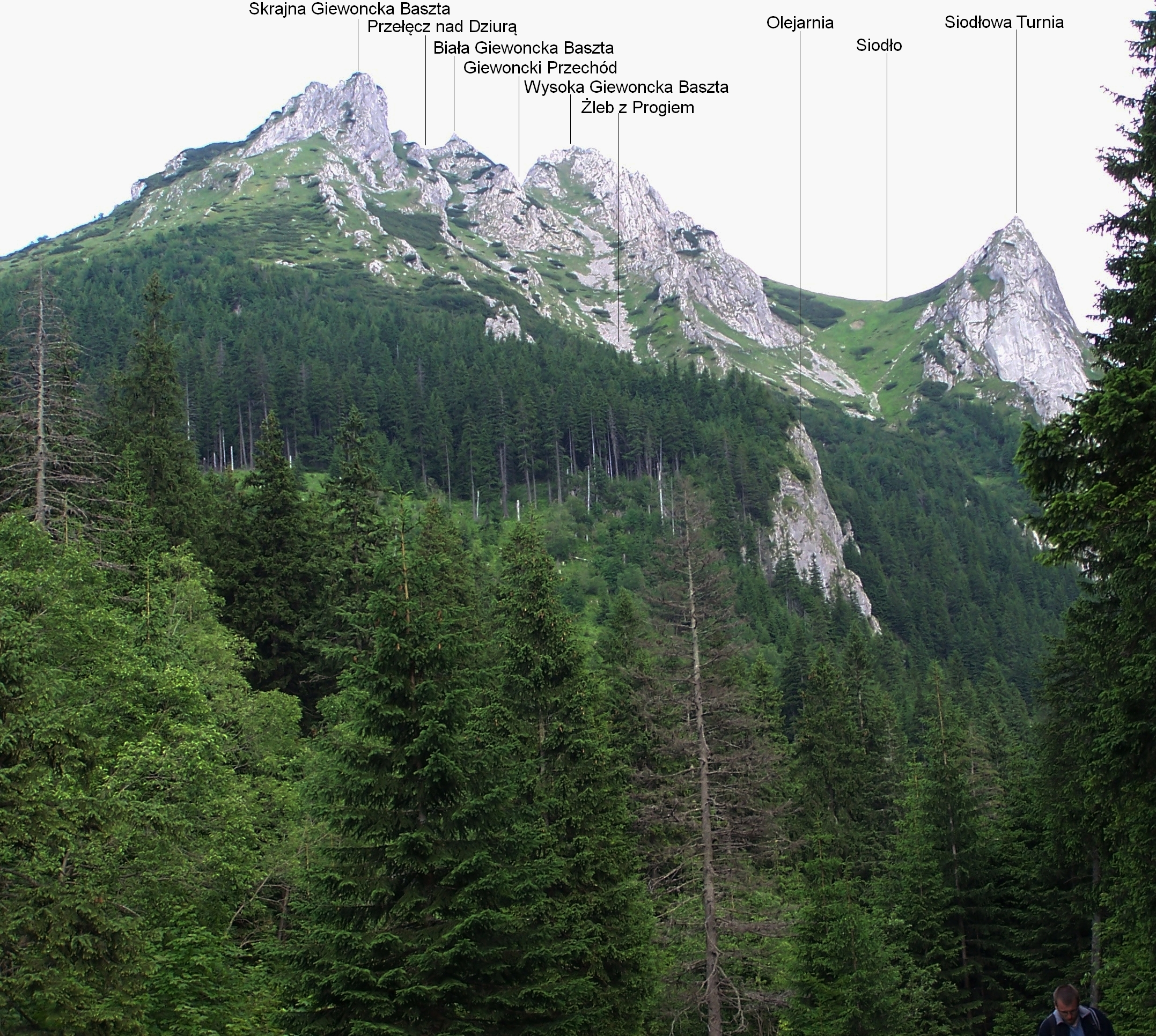
Olejarnia wśród podpisanych obiektów

Olejarnia – turnia w Dolinie Małej Łąki w Tatrach Zachodnich. Znajduje się w zakończeniu zachodniego żebra opadającego ze Skrajnej Giewonckiej Baszty na dolną, południową część Wyżniego. Nieco na południe od tej ściany w lesie spada do Wyżniego niewielki, ale głęboki i stromo wcięty żlebek. Wszystkie stoki turni porasta las, tylko na południowy zachód opada ona ścianą o wysokości około 40 m. Od żebra oddzielona jest płytkim siodełkiem.
Przez żebro, na końcu którego znajduje się Olejarnia, prowadzi czerwony szlak turystyczny z Przełęczy w Grzybowcu na Wyżnią Kondracką Przełęcz. Jest to charakterystyczne miejsce na tym szlaku, gdyż znajduje się tutaj po zachodniej stronie szlaku turniczka, przy której ścieżka obniża się o kilka metrów i jest to jedyny punkt szlaku, którego pokonanie wymaga pomocy rąk. Olejarnia znajduje się około 100 m poniżej tego miejsca.